# Bomana Bakweri
Bomana Bakweri ou Bomana est un village du Cameroun situé dans le département de la Meme et la Région du Sud-Ouest. Il fait partie de la commune de Mbonge.

## Population
Bomana Bakweri a d'abord été un quartier de Bomana qui comprenait aussit Bomana Bamboko. Les deux réunis comptaient 104 habitants en 1953 et 92 en 1967.
Lors du recensement national de 2005, Bomana Bakweri comptait 337 habitants.